# Ecuadorianische Fußballnationalmannschaft (U-17-Juniorinnen)
Die ecuadorianische U-17-Fußballnationalmannschaft der Frauen repräsentiert Ecuador im internationalen Frauenfußball. Die Nationalmannschaft untersteht der Federación Ecuatoriana de Fútbol und wird seit September 2020 von Eduardo Moscoso trainiert.
Die Mannschaft tritt bei der U-17-Südamerikameisterschaft und (theoretisch) auch bei der U-17-Weltmeisterschaft für Ecuador an.

## Turnierbilanz

### Weltmeisterschaft
| Jahr   | Gastgeber               | Platzierung        |
| ------ | ----------------------- | ------------------ |
| 2008   | Neuseeland              | nicht qualifiziert |
| 2010   | Trinidad und Tobago     | nicht qualifiziert |
| 2012   | Aserbaidschan           | nicht qualifiziert |
| 2014   | Costa Rica              | nicht qualifiziert |
| 2016   | Jordanien               | nicht qualifiziert |
| 2018   | Uruguay                 | nicht qualifiziert |
| 2021 1 | Indien 1                | – 1                |
| 2022   | Indien                  | nicht qualifiziert |
| 2024   | Dominikanische Republik | Viertelfinale      |

### Südamerikameisterschaft
| Jahr   | Gastgeber   | Platzierung  |
| ------ | ----------- | ------------ |
| 2008   | Chile       | Gruppenphase |
| 2010   | Brasilien   | Gruppenphase |
| 2012   | Bolivien    | Gruppenphase |
| 2013   | Paraguay    | Gruppenphase |
| 2016   | Venezuela   | Gruppenphase |
| 2018   | Argentinien | Gruppenphase |
| 2020 2 | Uruguay 2   | – 2          |
| 2022   | Uruguay     | Gruppenphase |
| 2024   | Paraguay    | 3. Platz     |